# Cumulopuntia corotilla
Cumulopuntia corotilla là một loài thực vật có hoa trong họ Cactaceae. Loài này được (K.Schum. ex Vaupel) E.F.Anderson mô tả khoa học đầu tiên năm 1999.